# Västergötlands runinskrifter 32

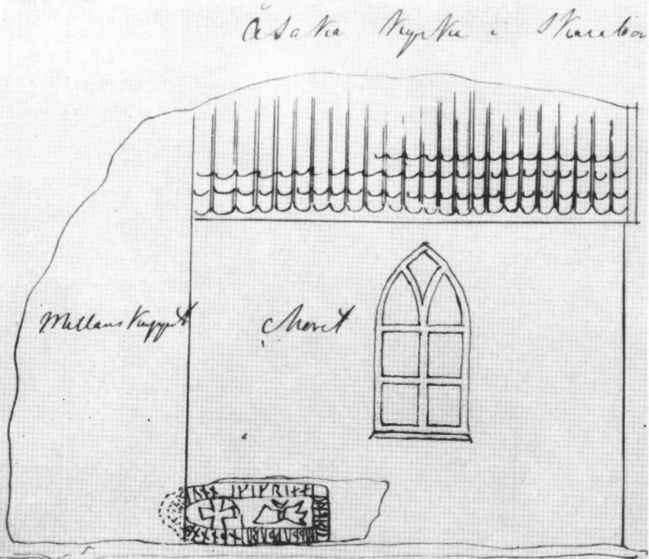
Vg 32 avbildad i kyrkomuren.

Västergötlands runinskrifter 32 är en vikingatida runsten av granit vid Kållands-Åsaka kyrka, Kållands-Åsaka socken och Lidköpings kommun. Runstenen är 1,75 meter hög, 0,55 meter bred och 0,23 meter tjock. Runhöjden är 9-10 centimeter. Runstenen upptäcktes 1874 "liggande i södra kormurens yttre vägg, inkilad i kyrkmuren". Stenen plockades ut i samband med restaureringsarbeten och restes 1936 på kyrkogården.
Innanför runslingan är bilden av en man inristad. Ristningen är överlag tydlig förutom mannens hand. Mannen har hållit något i handen men vad kan inte längre urskiljas. Mannen är inte någon krigare utan en fredlig, vapenlös bonde. Det sannolika är att ristningen föreställer den avlidna Ärre, till vars minne stenen är rest.

## Inskriften
Translitterering av runraden:
þurþr × uk : þurun × þana × risþu × stin × efti × era × alkuþan : trik
Normalisering till runsvenska:
Þorðr ok Þorunn þenna ræistu stæin æftiʀ Ærra, allgoðan dræng.
Översättning till nusvenska:
Tord och Torun reste denna sten efter Ärre, en mycket god ung man.